# Operacja pokojowa
Operacja pokojowa – operacja wojskowa zapobiegania, ograniczania, łagodzenia i zakańczania działań wojennych między państwami albo wewnątrz państwa poprzez interwencję strony trzeciej na rzecz pokoju, zorganizowaną i kierowaną przez organizację międzynarodową przy użyciu personelu wojskowego, policyjnego i cywilnego do przywrócenia i utrzymania pokoju.
Operacje pokojowe – podobnie jak operacje wsparcia pokoju – prowadzone są na podstawie prawnej, której źródłem może być w pierwszej kolejności Organizacja Narodów Zjednoczonych, czy też inne organizacje międzynarodowe.
Operacje te prowadzone są zawsze w celu zapewnienia lub utrzymania pokoju. O ile w literaturze przedmiotu przez pojęcie operacji pokojowej rozumie się wszelkie działania o charakterze pokojowym, których podstaw szukać należy w rezolucjach ONZ, o tyle operacje wsparcia pokoju to działania wyłącznie militarne prowadzone metodami i narzędziami walki zbrojnej, często także na podstawie mandatu ONZ przekazanego organizacji o charakterze militarnym bądź państwu zgłaszającemu chęć przewodnictwa w takiej operacji. Takie organizowanie i prowadzenie operacji mieści się w warunkach reagowania kryzysowego, w odróżnieniu od tego ostatniego jednak stanowi reakcję wyłącznie na zagrożenia o charakterze militarnym.